# Biserica Franciscană din Zamość
Biserica Bunei Vestiri a Fecioarei Maria, cunoscută ca Biserica Franciscană, este o biserică romano-catolică edificată în stil baroc. Lăcașul se află în centrul vechi din Zamość. Aceasta este cea mai mare biserică din Zamość având o lungime de 56 de metri și o lățime de 29 de metri și era privită ca una din cele mai importante biserici ale secolului al XVII-lea din Polonia.

## Istoric
Construcția unei din cele mai mari biserici din Polonia secolului al XVII-lea a început odată cu sosirea franciscanilor în 1637; a fost fondată de Jan "Sobiepan" Zamoyski și ridicată în arhitectură barocă în locul fostei burse de valori. Lucrările de construcție au avut loc sub coordonarea lui Jan Jaroszewicz și Jan Wolff între 1637 și 1665, și au fost terminate de maiorul de artilerie Jan Michał Link (Linek) între 1680 și 1685.
Structura, mai înaltă și mai mare în comparație cu alte biserici din oraș (chiar decăt Catedrala din Zamość), consta din trei culoare, un prezibiteriu semicircular și două capele laterale.  Interiorul bisericii era decorat cu picturi și sculputuri. Locul în care era Piața Libertății a fost ocupat de o mănăstire franciscană, iar în colțul nord-vestic a fost ridicată clopotnița.
Cele mai mari schimbări au avut loc în 1784, în timpul Împărțirii Poloniei, după ce orașul ajuns sub controlul Austriei, când ordinul a fost desființat. Ulterior, în timpul perioadei de modernizare a Cetății din Zamość sub conducere rusă, clădirea bisericii a devenit o magazie militară. Interiorul era împărțit pe nivele, clopotnița și mănăstirea au fost dărâmate la scurt timp după. Cele mai importante schimbări au fost ale exteriorului cladirii ce au avut loc în 1887, când a fost coborât tavanul, iar boltă a devenit o simplă lespede.
După aceea clădirea bisericii a fost folosită de numeroase instituții, inclusiv Consiliul Local, muzeul și cinema, care a rămas acolo până în 1994. După Al Doilea Război Mondial, Liceul de Arte Frumoase ocupa partea vestică a clădirii. În 1993 clădirea a fost returnată franciscanilor, care au început reconstrucția.